# نيللي عطار
نيللي عطار (2 فبراير 1990) هي مُتسلقة جبال لبنانية، وُلدت ونشأت في السعودية. أول امرأة عربية تصل إلى قمة جبل كي 2 في عام 2022. حاصلة على درجة الماجستير في علم النفس.

## الحياة المبكرة
أكملت نيللي عطار دراستها الأكاديمية في علم النفس وحصلت على درجة البكالوريوس من الجامعة الأمريكية في بيروت، وماجستير في البحث العلمي من جامعة كينغستون في لندن. بدأت حياتها المهنية كمرشدة نفسية ومدربة حياة. وفي وقت لاحق، غيرت مسارها المهني لتتبع شغفها باللياقة والنشاط البدني.

## مهنة التسلق
بدأت نيللي تسلق الجبال في عام 2007 عندما تسلقت جبل كينيا. حيثُ تسلقت جبل كليمنجارو في عام 2015، وجبل إلبروس في عام 2016. أما في عام 2017 تسلقت العديد من الجبال الكُبرى بما في ذلك أكونكاجوا، ومونت بلانك، وجران باراديسو، وجبل ستانلي وجبل سبيك. ثم صعدت مرة أخرى إلى جبل كليمنجارو، وقمة لينين، وقمة آيلاند وجبل لوبوتشي.
في عام 2019،، تسلقت نيللي جبل إيفرست برفقة ثلاث نساء عربيات أخريات وهنّ جويس عزام، ومنى شهاب ونظيرة الحارثي. وُصِفْنَ بأنهنّ "فريق عربي مكون بالكامل من النساء".
حققت عددًا من الإنجازات الأولى في مسيرتها المهنية في تسلق الجبال، حيثُ أصبحت أول امرأة عربية تصل إلى قمة كي 2 في عام 2022، وإلى قمة جبل ستانلي وجبل سبيك في عام 2017. وأول لبنانية تتسلق جبل أما دابلام وماترهورن، وقمة جبل لوتسي في مايو 2024.

## أنشطة أخرى
أطلقت نيللي عطار "موف" في عام 2017، خلال فترة التحول الوطني في المملكة. "موف" هو أول استوديو رقص في السعودية.
تمكنت نيللي عطار من تسلق أكثر من 23 قمة حول العالم منذ عام 2015. كما أكملت أيضًا 6 ماراثونات، و12 سباق ثلاثي، وسباق ماراثون فائق واحد؛ سباق هاجر تريل.
في عام 2023، سجلت نيللي الرقم القياسي النسائي لأكبر عدد من عمليات السحب بأربعة أصابع (إصبعين لكل يد) في دقيقة واحدة.

## روابط خارجية
- الموقع الالكتروني : نيللي عطار